# Салнаме
Салнаме е имперски годишник, публикуван от османската държава от средата на XIX век.
Бюрократичните реформи на Танзимата налагат публикуването на административен годишник, предхождащ с няколко години османския годишен сборник със закони Düstur от 1851 г. (Mecmu‘a-yı kavanin). В предговора на първото издание на Салнаме през 1847 г. се отбелязват предназначението и структурата на
годишника, както следва:
| „                 | В помощ на всички работещи в канцеларска и друга подобна работа, са съставени поименни списъци, като тези списъци цитират имената и ранговете на министрите на нашата държава, [везирите] и служителите в провинциите и чуждите посланици в нашата нация. За да предостави информация за света в чужбина са представени управляващите и държавните министри в Европа с кратко резюме на правните статуси на съответните нации. Също е добавен и календар, в който са изброени свещените дни на различните религии. В допълнение към това е добавен регистър на фискалните приходи и разходи на европейските държави, заедно със сравнените обменни курсове на техните валути с османската валута, както в списъка са включени и правилата и разпоредбите относно държавна монетарница. Също са записани данни за времената работа на сухопътната пощенска служба, работеща в рамките на нашата държава, както и маршрутите на параходите, както [международни, така и вътрешни]. Този [годишник] ще бъде отпечатан и се публикува всяка година. Въпреки че качеството му може да не е перфектно тази година, то е сигурно, че в бъдеще ще се намери много търсена работа. | “ |
| Hasan Duman, 2000 | |   |

Цената на годишниците първоначално е шест гроша. Годишният абонамент за официалния седмичник на империята Takvim-i Vekayi, публикуван от 1 ноември 1831 г., възлиза на 120 гроша. Tuna, официалният седмичник на Дунавския вилает, предлага годишен абонамент за четиридесет гроша към 14 март 1865.
През 1866 г. е отпечатан първият провинциален годишник – този на вилает Босна. Две години по-късно Дунавският вилает последва примера с годишник, публикуван в неговата столица Русе. Съдържа списък от единадесет страници на „значимите дни“ от годината и точната молитва
в тези дни, като редакцията предупреждава читателите, че е взета точната географска ширина на Русе (43˚ 5' север) като основа за изчисляване часовете за молитва и те ще варират според сезона и на други места на различна географска дължина или ширина. Правителството на провинцията в Русе издава десет провинциални годишника (Salname Tuna 1868–77).